# Alagoinhas
Alagoinhas es un municipio brasileño que está localizado al este de Bahía. Su área es de 734 km² y su población era en 2009 de 314.816 habitantes, teniendo por lo tanto una densidad demográfica de 215,00 hab/km².
Su nombre se debe a los ríos Sauípe, Catu, Subaúma y Quiricó, en las lagunas y ríos existentes en la región.

## Historia
Su poblamiento fue iniciado en el final del siglo XVIII, cuando un sacerdote portugués fundó una capilla en su territorio y de ahí comenzó la próspera villa.

## Geografía
Localizado en al este de la Bahía, con un área de 734 km². Está situado en las unidades geomórficas de los Bandejas del Recôncavo y de los Bandejas Interioranos. De clima caliente y semi-húmedo.

## Infraestructura
- Según datos del IBGE de 2002 y del DERBA de 2004, el grado de urbanización de Alagoinhas es de 86,43%.